# Star Comedy
Star Comedy fue un canal de televisión por suscripción premium latinoamericano de origen estadounidense dedicado a transmitir películas y series de comedia. Formó parte del paquete de canales Star Premium.

## Historia
El canal fue lanzado como Fox Comedy el 3 de noviembre de 2014, añadiéndose al paquete Fox Premium, como un nuevo canal de películas, ampliando la gama de canales del mencionado paquete. El 11 de marzo de 2017 tomó el nombre de Fox Premium Comedy.
Luego de la adquisición de 21st Century Fox por parte de Disney en 2019, y con tal de evitar relacionarla con la actual Fox Corporation, el 27 de noviembre de 2020 Disney anunció que los canales de Fox serían renombrados bajo el nombre Star, cuestión que se concretó el 22 de febrero de 2021. Así, Fox Premium Comedy fue renombrado como Star Comedy.
En la madrugada del 1 de febrero de 2022, Star Comedy finalizó sus emisiones, junto con el resto de canales del grupo.

## Programación
Emitía películas de comedia de cualquier época y sitcoms producidos por FX en los Estados Unidos. Poseía dos señales: una en resolución estándar y otra en alta definición.